# Apostle Peter and the Last Supper
Apostle Peter and the Last Supper é um filme de 2012, estrelado por Robert Loggia, Robert Loggia, Ryan Alosio, Bruce Marchiano, Lawrence Fuller, Sarah Prikryl e Bill Oberst Jr. O filme gira entorno do Apóstolo Pedro (Loggia), na última ceia com Jesus Cristo (Marchiano), em que é revelado que Pedro traíra Cristo.
O longa é escrito por Timothy Ratajczak e Gabriel Sabloff, que também dirige o filme.